# Il ritorno a casa
Il ritorno a casa (The Homecoming) è un'opera teatrale del drammaturgo britannico Harold Pinter portata in scena per la prima volta il 3 giugno 1965 all'Aldwych Theatre di Londra dalla Royal Shakespeare Company. Come altre delle prime opere di Pinter, Il ritorno a casa viene considerata una "commedia della minaccia", ovvero una commedia dall'inizio apparentemente normale che evolve in situazioni assurde, ostili o minacciose.

## Trama
Teddy, che insegna filosofia in un'università americana, torna a Londra dopo molto tempo per presentare la moglie Ruth alla famiglia: il padre Max (un violento macellaio in pensione), lo zio Sam e i due fratelli Joey e Lenny. Nel corso della visita, Ruth farà delle profferte sessuali a Lenny, andrà a letto con Joey, ed entro la fine del dramma la donna deciderà di restare a Londra per soddisfare i desideri sessuali della famiglia del marito e forse lavorare come prostituta per supportare economicamente la famiglia.